# Clochette (monnaie fictive)
Pour les articles homonymes, voir clochette.
La Clochette (parfois abrégée Clo.) est une monnaie fictive utilisée dans les jeux de la série Animal Crossing. Elle sert à acheter toute sorte d'objet dans le jeu Animal Crossing.

## Valeur et usage
Les clochettes peuvent servir à rembourser son crédit immobilier à la mairie pour l'achat d'une maison auprès de Tom Nook. Le joueur dispose d'un compte bancaire, à la mairie pour épargner de l'argent, il touchera par la suite des intérêts. Ces clochettes peuvent servir à subvenir aux besoins du joueur.

## Gagner des clochettes
Il existe différentes façons de gagner des clochettes. Le joueur peut vendre toute sorte d'objets, y compris des insectes, des poissons, des fossiles ou des fruits. Il peut interagir avec les villageois et gagner quelques clochettes en leur rendant service ou leur vendant des objets. Il peut percevoir des sommes importantes en épargnant son argent, le joueur touchera alors des intérêts.
Le joueur a également la possibilité de faire pousser un arbre à clochettes. Pour cela il faut détecter un endroit précis sur le sol, le creuser avec une pioche pour qu'un trou lumineux apparaisse. Il faut ensuite enterrer des clochettes (15 000 clochettes maximum). Une fois que l'arbre a assez grandi, le joueur peut récolter les clochettes. Après cela, l'arbre deviendra un arbre normal et il ne sera plus possible d'y récolter quoi que ce soit.